# Megapodius decollatus
El talégalo papúa,  telégala de Nueva Guinea o talégalo de Nueva Guinea (Megapodius decollatus) es una especie de ave galliforme de la familia Megapodiidae endémica de Nueva Guinea.

## Taxonomía
La especie fue descrita taxonómicamente bajo el nombre de Megapodius affinis por Adolf Bernhard Meyer en 1874 de dos especímenes recolectados en la costa suroeste de la bahía de Cenderawasih. Estas dos pieles fueron almacenadas en la colección del Museo Estatal de Zoología de Dresde, pero uno fue destruido durante la Segunda Guerra Mundial.  En un estudio reciente, se descubrió que el espécimen restante era un talégalo de Reinwardt (M. reinwardt). Debido a esto, se usa el nombre científico Megapodius decollatus, que fue el nombre que Émile Oustalet le dio al taxón cuando lo describió en 1878.